# Улица Маркина (Санкт-Петербург)
У́лица Ма́ркина — улица в Петроградском районе Санкт-Петербурга. Проходит от Кронверкского проспекта до улицы Воскова.

## История
С 1822 года известно название Глухой переулок. Существовали также наименования 2-й Глухой переулок и Глухой Кронверкский переулок. С 1883 года существует название Кузнечный переулок, по находившейся здесь кузнице. 16 апреля 1887 года присвоено название Олонецкая улица, по городу Олонцу, в ряду улиц Петербургской стороны, именованных по населённым пунктам Олонецкой губернии.
23 июля 1939 года переименована в улицу Маркина (1893—1918), в честь Н. Г. Маркина, матроса-балтийца, участника Октябрьской революции 1917 года и гражданской войны, комиссара Волжской флотилии, в ряду проездов, получивших название в ознаменование Дня Военно-морского флота.